# Casa lui V. Digori (Cobusca Nouă)
Casa lui V. Digori este o clădire amplasată în Cobusca Nouă, raionul Anenii Noi, Republica Moldova. Este un monument de arhitectură populară de importanță națională inclus în Registrul monumentelor Republicii Moldova ocrotite de stat cu nr. 57 (raionul Anenii Noi). Datează de la înc. sec. XIX.